# Gul Panag
Gul Panag, née le 3 janvier 1979 à Chandigarh, est une actrice, doubleuse, mannequin et ancienne reine de beauté indienne qui a participé au concours Miss Univers. Elle commence sa carrière à Bollywood avec le film Dhoop en 2003. Elle joue ensuite dans des films comme Jurm et la série télévisée Kashmeer. Sa filmographie inclut Dor, Dhoop, Manorama Six Feet Under, Hello, Straight et Ab Tak Chhappan 2.
Elle joue une roturière luttant pour empêcher son mari d'aller à la potence dans le film de Nagesh Kukunoor, Dor. En 2008, elle joue dans les films Hello et Summer 2007. En 2009, elle apparaît dans le film Straight. En septembre 2008, Gul Panag apparaît à la une de Maxim avec qui elle a fait une séance photo,. Elle fait ses débuts dans les films punjabi avec Sarsa. Elle est la candidate du parti Aam Aadmi aux élections de 2014 à Lok Sabha.

## Biographie

### Jeunesse
Nul Panag commence ses études à Sangrur, dans le Pendjab. Son père étant officier général dans l'armée indienne, la famille déménage dans différents endroits à travers l'Inde et à l'étranger. En conséquence, elle étudie dans 14 écoles différentes, dont les écoles Kendriya Vidyalayas (à Chandigarh, Mhow, Leh et Wellington), The Lawrence School, et l'International School of Lusaka, en Zambie. Elle obtient son Bachelor en mathématiques à l'Université Punjabi de Patiala, et une Master en sciences politiques à l'Université du Panjab de Chandigarh. Lors de ses études, Gul Panag s'intéresse au sport et à la prise de parole en public. Elle remporte de nombreux concours de débat au niveau local et national, dont deux médailles d'or au concours annuel de débat national interuniversitaire,.

### Carrière

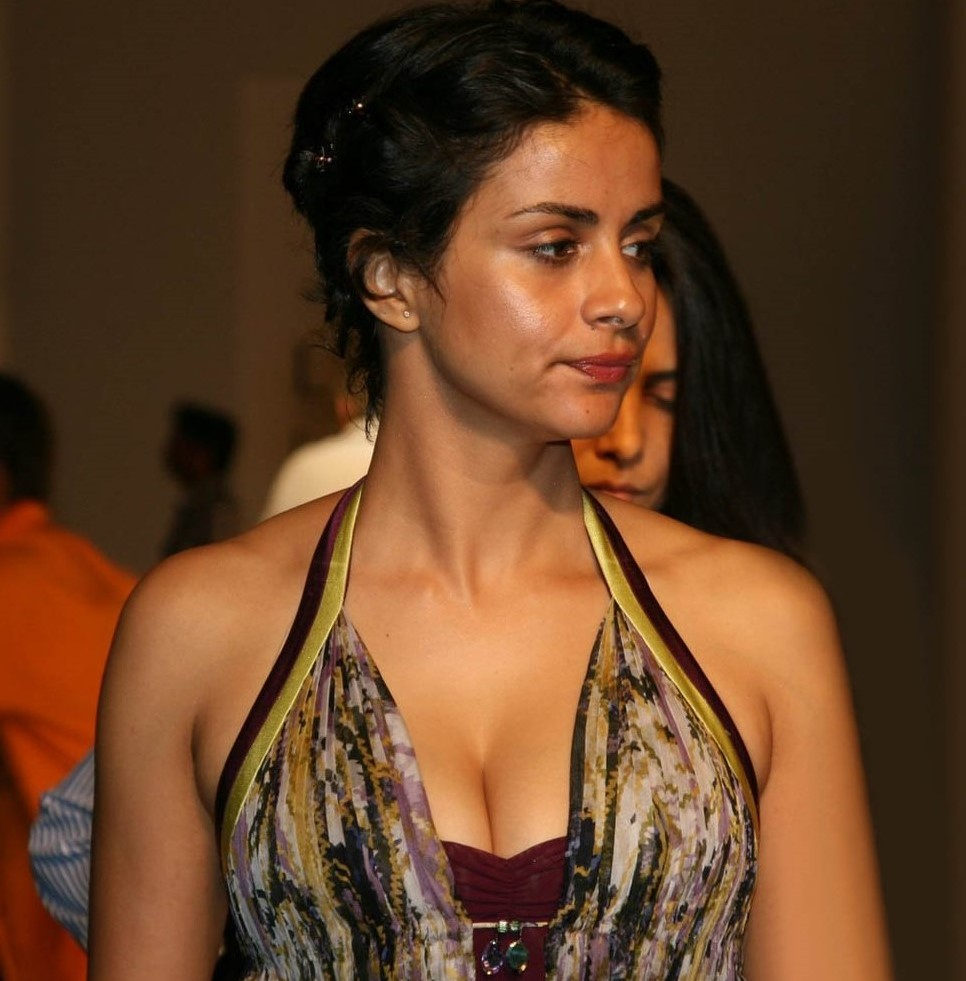
Gul Panag à la Lakme Fashion Week en 2009.

#### Modèle
Nul Panag remporte le titre de Miss Inde en 1999,. Elle participe au concours de Miss Univers 1999.

#### Publicité
Elle apparaît dans de nombreuses publicités à la télévision et dans la presse écrite, et est l'ambassadrice de la marque Tata Sky, avec Aamir Khan.

#### Activisme social
Gul Panag dirige la Fondation Colonel Shamsher Singh, une organisation non gouvernementale qui œuvre pour diverses causes, notamment l'égalité des sexes, l'éducation et la gestion des catastrophes. Elle siège au conseil consultatif de la Fondation Wockhardt. Elle participe également au mouvement "l'Inde contre la corruption". Elle court le semi-marathon de Delhi en novembre 2010, mais subi de l'eve teasing (harcèlement sexuel) de la part de coureurs masculins lors de l'événement. Elle fait remarquer plus tard que l'attitude des hommes à Delhi doit changer et que la ville n'est pas sûre pour les femmes.

#### Carrière politique
Elle est la candidate du parti Aam Aadmi de Chandigarh aux élections législatives indiennes de 2014. Elle arrive en troisième position avec 108 679 voix, tandis que Kiron Kher remporte l'élection avec 191 362 voix.

### Vie privée
Gul Panag épousé Rishi Attari, son petit ami de longue date, un pilote de ligne, le 13 mars 2011 dans un Gurdwara à Chandigarh lors d'une cérémonie traditionnelle sikh punjabi,. Le couple a un fils nommé Nihal né en 2018.

## Récompenses
- 2007 - À égalité - Zee Cine Critics Award de la meilleure actrice, à égalité avec Ayesha Takia pour Dor.
- 2020 - Nommée - Filmfare OTT Awards de la meilleure actrice dans un second rôle (série dramatique) - Paatal Lok

## Filmographie

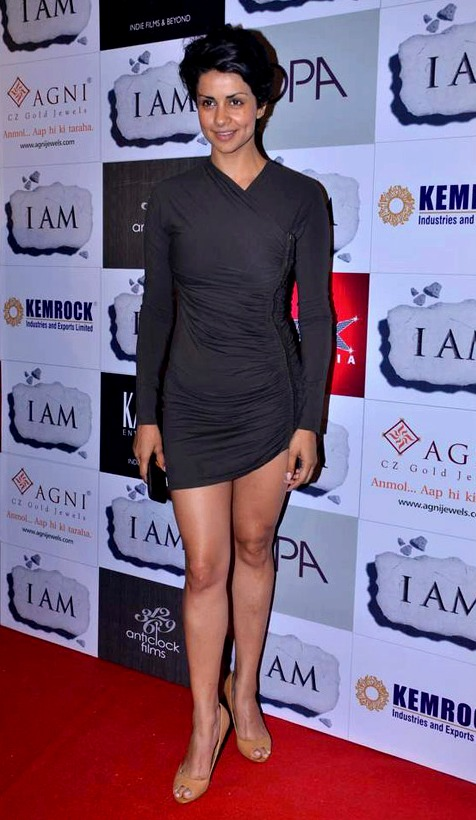
Gul Panag en 2012.

### Films
| Année | Film                    | Rôle                                     |
| ----- | ----------------------- | ---------------------------------------- |
| 2003  | Dhoop                   | Peehu A. Verma                           |
| 2005  | Jurm                    | Sonia                                    |
| 2006  | Dor                     | Zeenat Fatima/Zeenat A. Khan             |
| 2007  | Manorama Six Feet Under | Nimmi                                    |
| 2008  | Summer 2007             | Vishakha                                 |
| 2008  | Hello                   | Priyanka                                 |
| 2009  | Anubhav                 | Meera Hemant Valecha / Meera A. Malhotra |
| 2009  | Straight                | Renu                                     |
| 2010  | Rann                    | Nandita Sharma                           |
| 2010  | Hello Darling           | Mansi Joshi                              |
| 2011  | Turning 30              | Naina Singh                              |
| 2011  | Phir Zindagi            |                                          |
| 2012  | Fatso!                  | Nandini                                  |
| 2013  | Sikander                | Beant Kaur                               |
| 2015  | Ab Tak Chhappan 2       | Shalu                                    |
| 2016  | Ambarsariya             | Boss                                     |
| 2019  | Student of the Year 2   | Coach Kuljeet                            |
| 2019  | Bypass Road             | Romila                                   |
| 2021  | 420 IPC                 | Pooja                                    |
| 2022  | The Ghost               |                                          |

### Télévision
| Année | Titre                 | Rôle          | Chaîne    |
| ----- | --------------------- | ------------- | --------- |
| 2002  | Kismey Kitnaa Hai Dam | Présentatrice | Star Plus |
| 2003  | Kashmeer              | Zoya          | Star Plus |
| 2013  | Khoobsurat            | Présentatrice | Zee TV    |
| 2017  | Musafir Hoon Yaaron   | Présentatrice | Star Plus |
| 2018  | Vijay Jyoti           | Jyoti         | Zee TV    |

### Websérie
| Année | Titre           | Rôle           | Plateforme        |
| ----- | --------------- | -------------- | ----------------- |
| 2019  | The Family Man  | Saloni         | Amazon Web series |
| 2019  | Rangbaaz Phirse | Anupriya       | ZEE5 originals    |
| 2020  | Paatal Lok      | Renu Chaudhary | Amazon Web series |
| 2020  | Pawan and Pooja | Pooja Mehra    | MX Player         |
| 2022  | Good Bad Girl   |                |                   |